# Rhinolekos garavelloi
Rhinolekos garavelloi är en fiskart som beskrevs av Martins och Francisco Langeani 2011. Rhinolekos garavelloi ingår i släktet Rhinolekos och familjen Loricariidae. Inga underarter finns listade i Catalogue of Life.